# Свята Стародавнього Риму

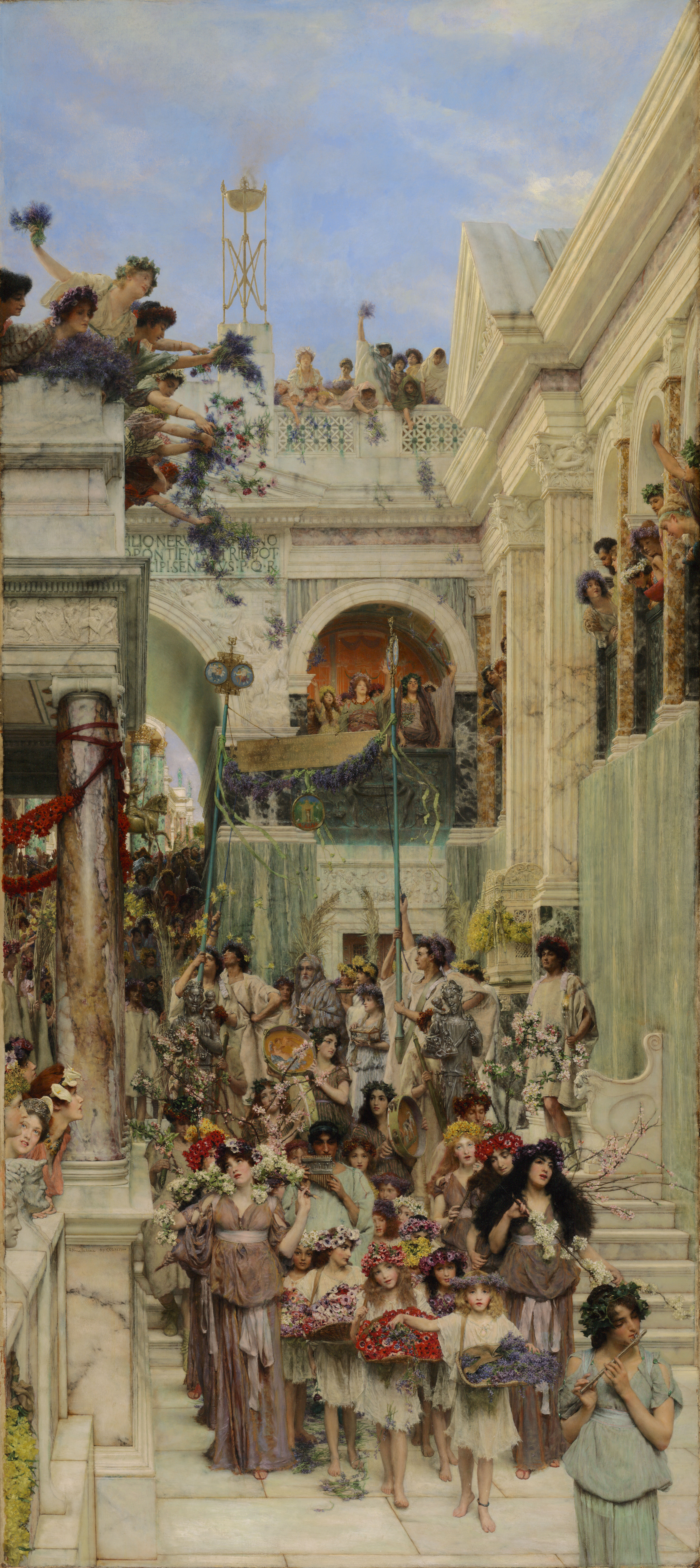

Культура святкування Стародавнього Риму охоплює релігійні свята, змагання та політичні події. У римській релігії свята відзначалися поклонінням певному богу чи божественній події. Вони складалися із релігійних обрядів і традицій та часто з організацією ігор (Ludi).
Найважливішими святами були Сатурналії, Вакханалія, Луперкалії та свято на честь Бона Деа. Деякі свята були актуальні лише в певні історичні епохи.

## Січень

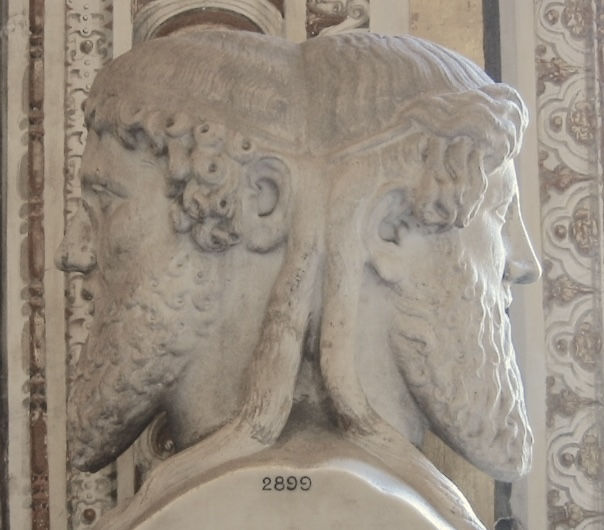
Янус

- 1 — Свято Юнони, свято Ескулапа, свято Ведійова
- 3 — 5 Компіталії, свято Миру
- 8 — Свято Юстиції
- 9 — Агоналія, присвячені Янусу
- 11 — 15 Карменталіі, присвячені Карменті, ютурналії, присвячені Ютурні
- 12 — компіталій, присвячені Ларам
- 16 — Свято Конкордії
- 17 — Свято Феліцітас
- 24 — 26 Sementivae (Паганалії)

## Лютий

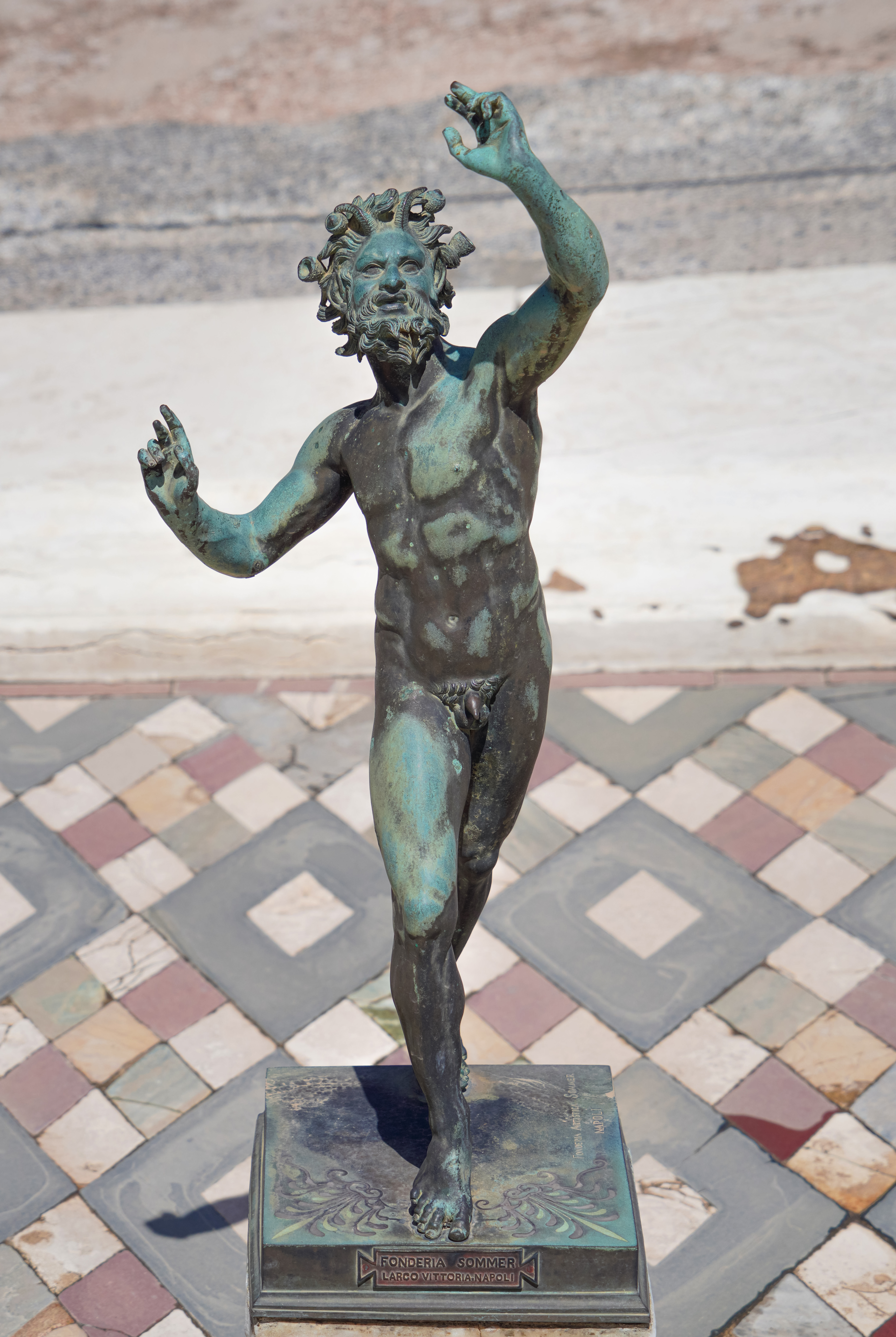
Фавн

- 1 — 2 свято Юнони Соспіти
- 2 — свято Церери
- 5 — 17 свято Конкордії
- 12 — свято Каллісто
- 13 — 22 Паренталії; свято Вести, 13 — 15 — Луперкалії присвячені Фавну
- 17 — Квіріналії присвячені Квіріну, Форнакалії - свято Форнакс
- 21 — Фералії присвячені Юпітеру
- 22 — Свято Конкордії, Каріста
- 23 — Терміналії присвячені Терміну
- 27 — Еквірії присвячені Марсу

## Березень

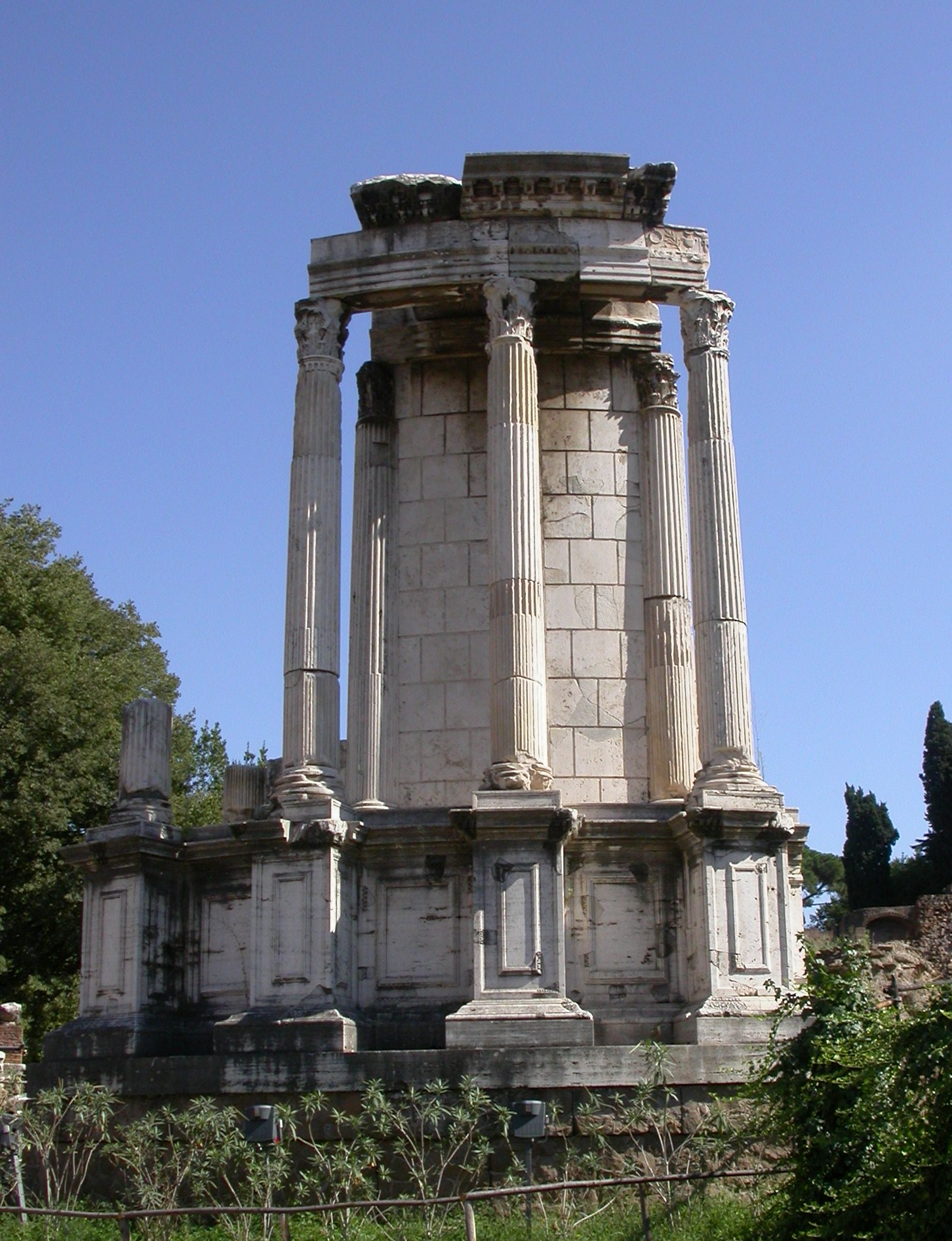
Залишки храму Вести на римському форумі

- 1 — Римський Новий рік, Матроналії присвячені Юноні, свято Вести, 1 — 24 Ферії (Feriae Marti) присвячених Марсу
- 7 — свято Ведійова
- 8 — свято Аріадни і Вакха
- 10 — Свято Венери
- 14 — Другі Еквірії присвячені Марсу, Мамуралії присвячені Мамурію
- 15 — свято Ганни Перені, свято Юпітера
- 16 — 17 Вакханалія присвячена Вакху
- 17 — Лібералії присвячені Ліберу і Лібере, Агоналія присвячені Марсу
- 19 — 23 Квінкватрії присвячений Марсу і Мінерві
- 23 — Тубілюстрії
- 30 — Свято Салюса
- 31 — Свято Місяця

## Квітень

Народження Венери (1485), Сандро Боттічеллі

- 1 — Венералії присвячені Венері (лат. Verticordia) і Фортуні Віріліс («Чоловічий»)
- 2 — Свято Плеяд
- 4 — 10 Мегалесції (лат. Megale (n) sia) присвячені Кібелі
- 5 — свято Фортуни
- 9 — Лемурія  на честь Лемурів
- 12 — 19 Цереалії на честь Церери
- 15 — Фордіцідії на честь Теллуса
- 21 — Парілії присвячені Палесу
- 23 — Віналії Пріора (лат. Vinalia Priora) присвячені Юпітеру
- 25 — Робігалія  (лат. Robigalia) присвячені Робігу
- 28 — 1 травня (4 травня) — Флоралії присвячені Флорі

## Травень

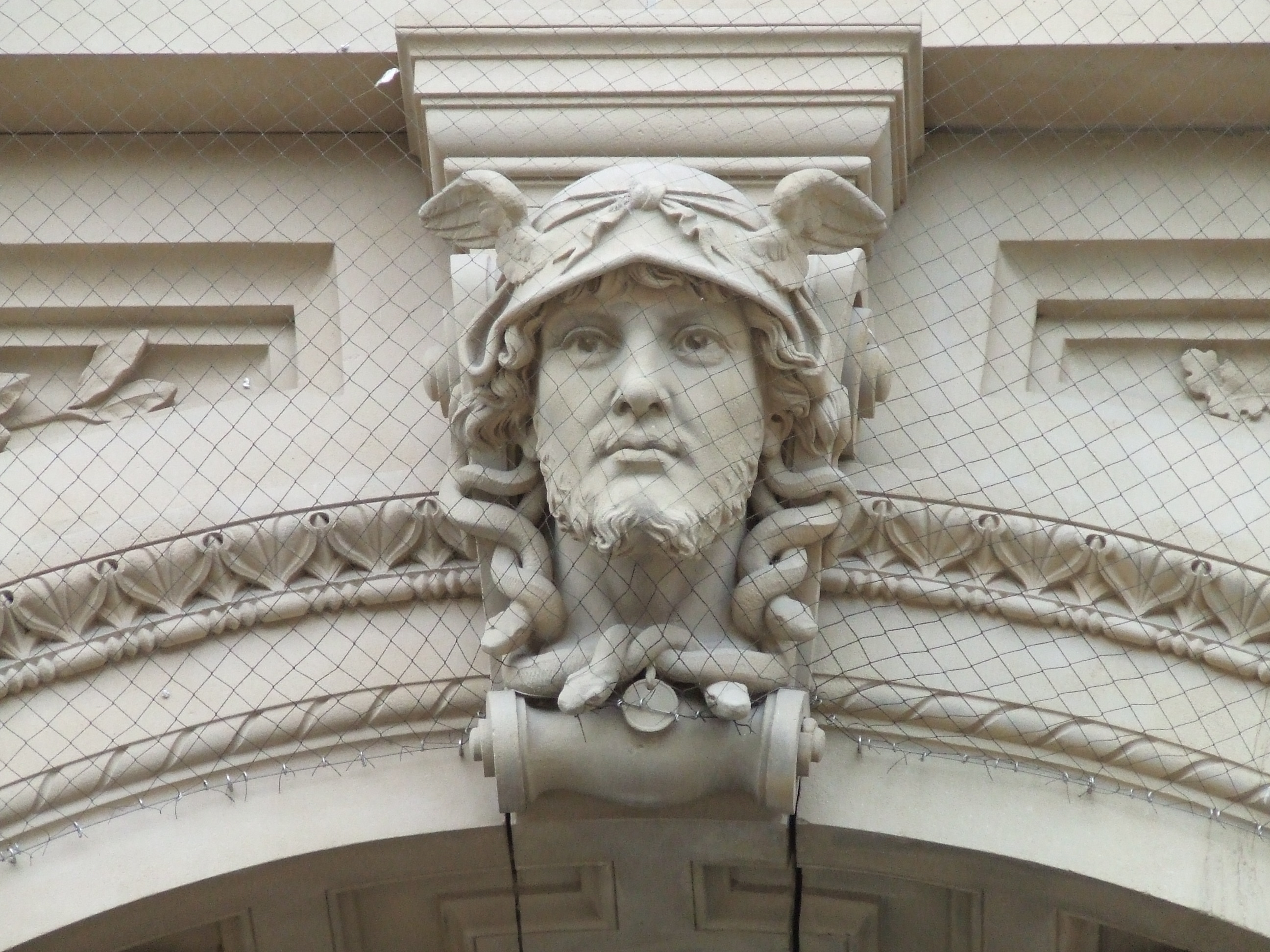
Меркурій

- 3 −4 — Свята Доброї Богині (лат. Bona Dea), свято Хірона, Геркулеса і Ахілла
- 7 — 15 — Лемурії
- 13 — Квінкватрії присвячені Мінерві
- 14 — Тиберналії присвячені Тиберіну, Свято Бика (Taurus)
- 15 — Меркуралії, присвячені Меркурію, свято Вести
- 20 — Свято Кастора і Поллукса
- 21 — Агоналія присвячені Вейовісу
- 23 — Тубілюстрії присвячений Вулкану
- 26 — 31 — Свято Діани, секулярні ігри, присвячені Прозерпіні
- 29 - Амбарвалії   - свято очищення поля

## Червень
- 1.  - Карналія, на честь Карни

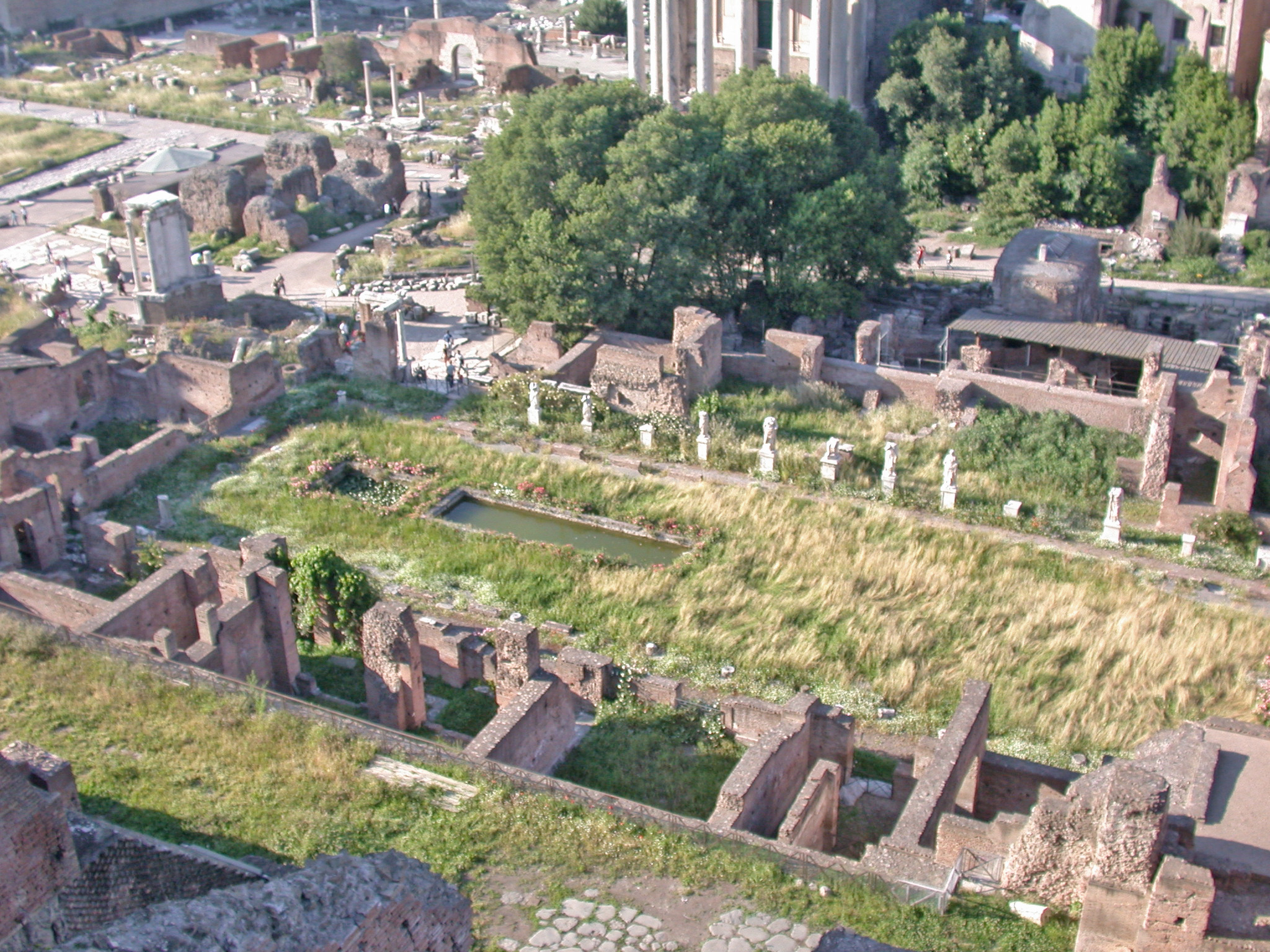
Дім весталок

- 3.  - Белонарії, свято на честь Беллони
- 7.  - Ludi Piscatores
- 9.  - Vestalia/ Vacuna, присвячене Весті
- 11.  - Матралія, присвячене Матер Матута
- 13. - Quinquatrus Minusculae
- 15. - Q.ST.D.F. Quando Stercum Delatum Fas, присвячене Весті
- 20.  - свято на честь Сумана
- 23.  – День злих Оменів: Річниця Битви при Тразименському озері, (поразка якої завдав римлянам Ганнібал)
- 24.  –  Fors fortuna, свято на честь Фортуни
- 29.  - Свято освячення  Храму Квіріна, у честь  Августа (з 16 до н. е)

## Липень

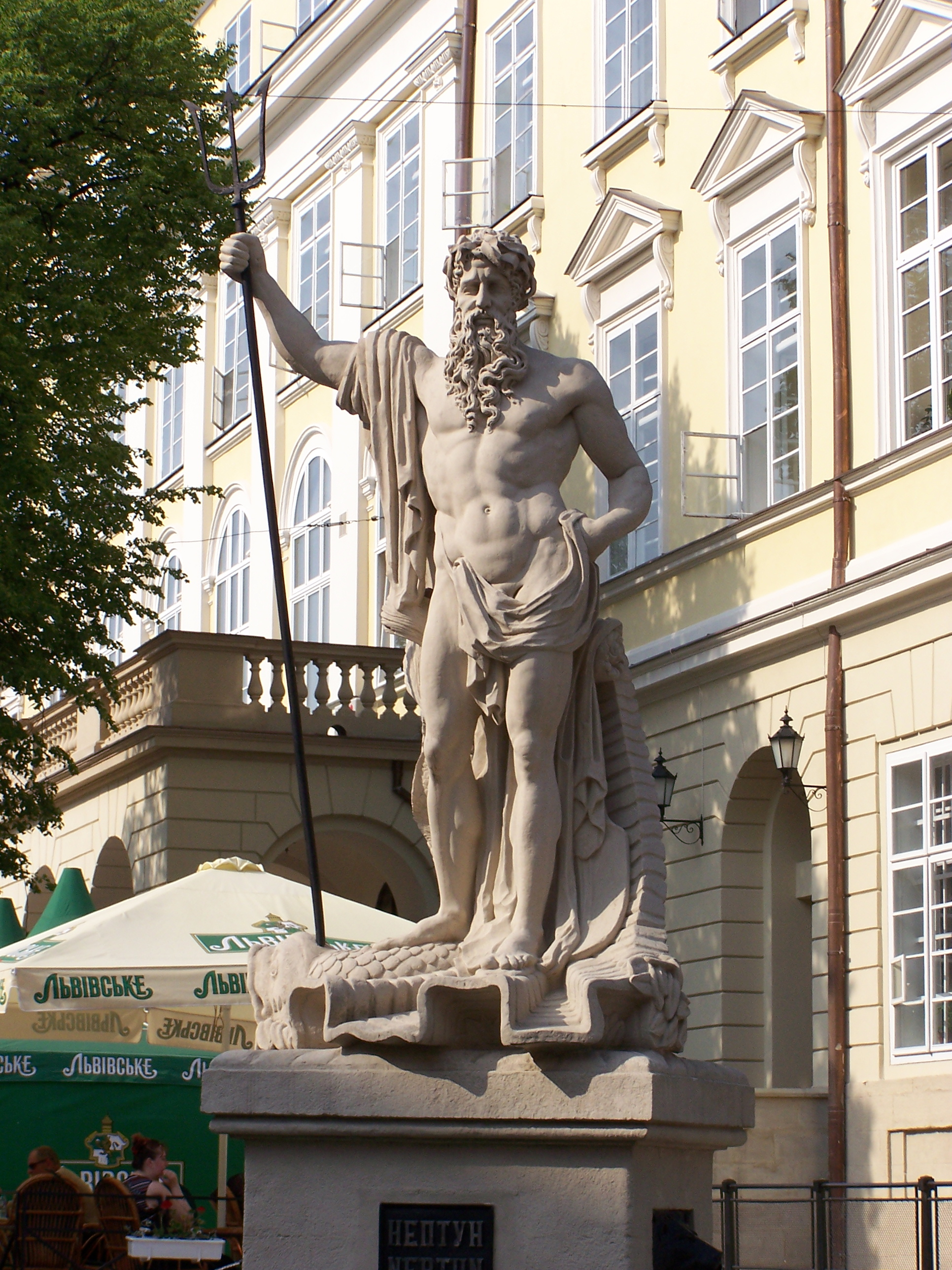
Статуя Нептуна біля львівської Ратуші

- 4 — День закладення  Августом Ara Pacis
- 5 — Попліфіґалія, свято на честь Юпітера (?)
- 6 до 13 — Ludi Apollinares, ігри на честь Аполлона (з 208 до н. е.)
- 7 — Nonae Caprotinae, на честь Юнони
- 9 — Капротінія
- 18 — День злих Оменів: Поразка при Алії (390 до н. е.), Зруйнування Риму галлами
- 19, 21 — Лукарії
- 23 — Нептуналії  на честь Нептуна
- 25 — Фуріналії на честь Фурріни

## Серпень

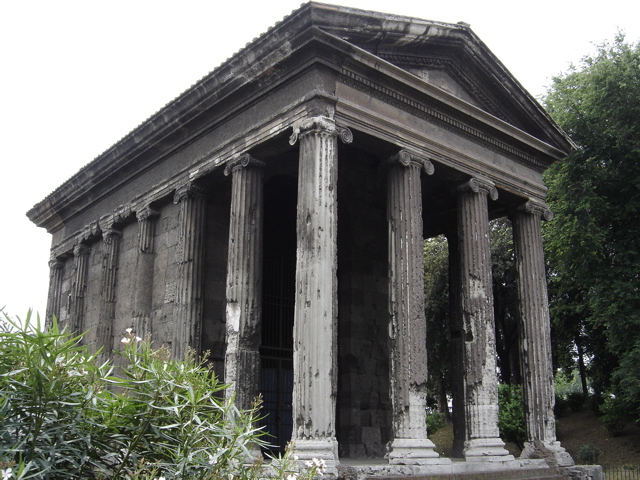
Храм Портуна у Римі

- 10 – Опалії свято на честь богині Опс
- 13 – Вертумналії свято на честь богині Вертумни
- 13 – Неморалія, свято на честь богині Діани
- 17 – Портуналія свято на честь  Портуна
- 19 – Віналії. Пов’язувалися з культом Юпітера й Венери, котру шанували як богиню садів.
- 21– Консуалії, давньоримські свята та ігри на честь бога Конса.
- 23– Вулканалії свято на честь бога Вулкана
- 24 – один з 3 днів коли був відкритий мундус
- 27– Вольтурналії присвячене Вольтурну
- 28- Свято Соль присвячене богу сонця Соль

## Вересень

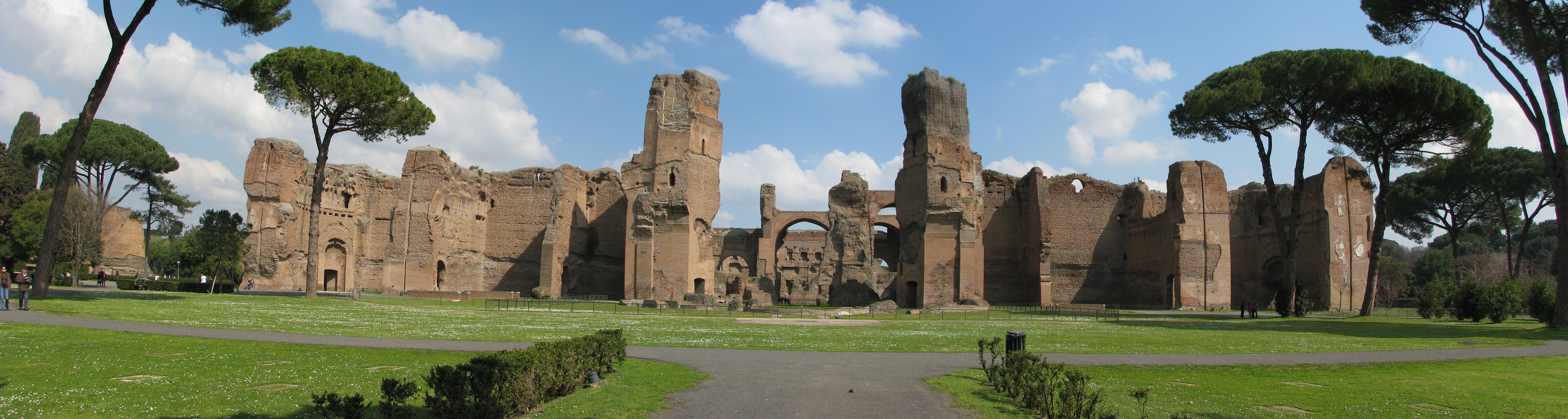
Терми Каракалли на Целії

- Вересень — Септімонтії.
- 4 — 19- Ludi Romani, на честь Юпітера. (з 366 до н. е.)
- 26 — Venus Genetrix («Мати Венера»)

## Жовтень

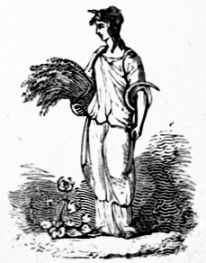
Керера із снопом

- 4 — Свято Церери (1-5), свято Фідес
- 5 — один з трьох днів, в які було відкрито мундус
- 9 — Свято Венери, свято Щастя (Felicitas)
- 11 — Медітріналії присвячені Медітріні
- 13 — Фонтаналія присвячені Фонті
- 15 — Еквірії присвячені Марсу, кінні перегони на Марсовому полі
- 19 — Армілустріум на честь Марса

## Листопад

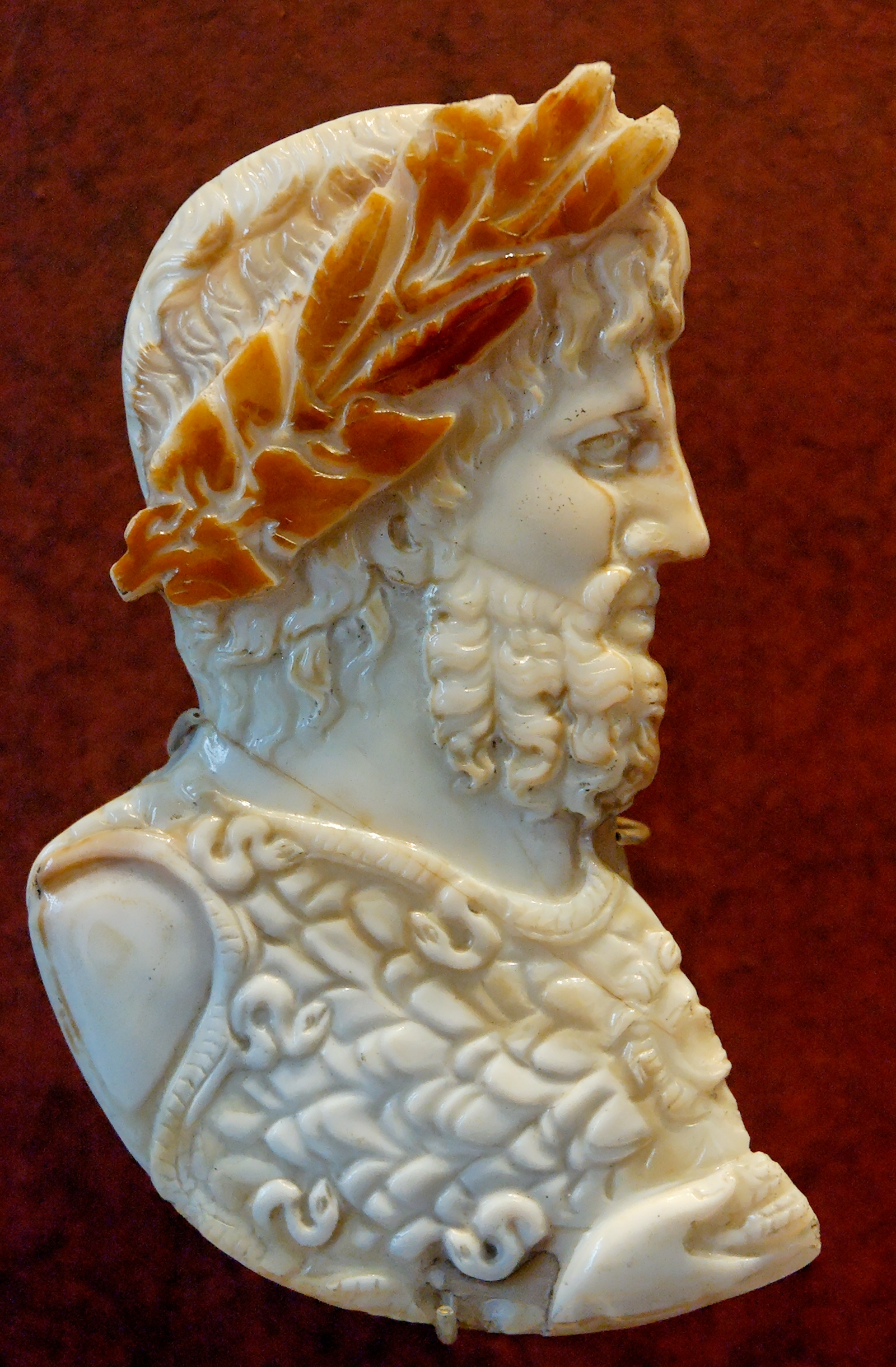
Юпітер (римська камея)

- 4 по 17– Ludi Plebeii, ігри для римлян організовевалися еділами з 216 до н. е.
- 13 – Epulum Jovis на честь Юпітера. Відбувалися під час Ludi Romani та Ludi Plebeii (плебейські ігри).
- 15 – свята на честь  Феронії
- 24 – початок брумалій

## Грудень

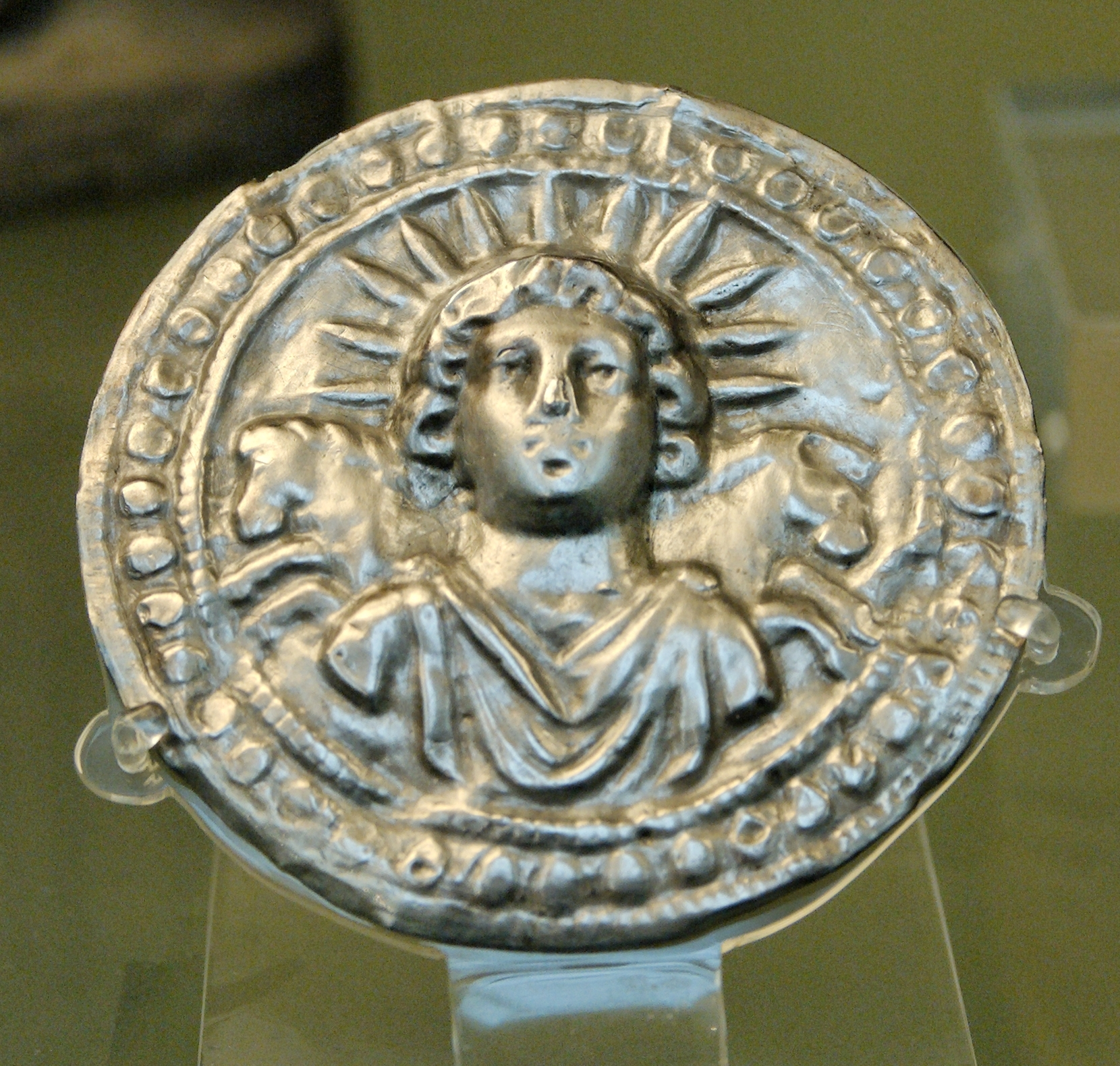
Штампований срібний диск з зображенням Sol Invictus, Рим, 3 ст (Британський музей)

- 4 — Свято Бона Деа Доброї Богині (Bona Dea), виключаючи жінок
- 5 — Фауналіі присвячені Фавну
- 11 — Агоналія присвячені Sol Indiges
- 15 — Консуалії присвячені Консу
- 17 — 23 Сатурналії присвячені Сатурну
- 19 — Опалії присвячені Опсу
- 21 — Дівалії, свято Ангерони
- 23 — Ларенталії присвячені Ларенті
- 25 — Dies Natalis Solis Invicti — день народження Sol Invictus
- 25 — Брумалія